# فيرنر زان
فيرنر زان (بالألمانية: Werner Zahn)‏ هو متزلج جماعي ألماني، ولد في 15 نوفمبر 1890 في فيزلوخ في ألمانيا، وتوفي في 1971 في فولفنبوتل في ألمانيا.